# Adonis (gènere)
Adonis és un gènere de plantes amb flors de la família ranunculàcia.
És originari de les regions de clima temperat d'Euràsia i té de 20 a 30 espècies.
Les espècies fan de 10 a 40 cm d'alt, amb fulles plomoses finament dividides. Les flors són de color vermell, groc o taronja i tenen de 5 a 30 pètals.

## Taxonomia
Espècies autòctones dels Països Catalans
- Adonis vernalis
- Adonis pyrenaica
- Adonis annua
- Adonis aestivalis
- Adonis flammea
- Adonis microcarpa

Altres espècies
- Adonis aleppica
- Adonis amurensis -
- Adonis bobroviana
- Adonis chrysocyathus
- Adonis coerulea
- Adonis cyllenea
- Adonis davidii
- Adonis dentata
- Adonis distorta
- Adonis nepalensis
- Adonis palaestina
- Adonis ramosa
- Adonis sibirica
- Adonis sutchuenensis
- Adonis tianschanica
- Adonis volgensis

## Conreu i usos
Algunes espècies es fan servir com a plantes ornamentals en jardineria A més les espècies d'aquest gènere contenen substàncies verinoses similars a les que es troben en altres ranunculàcies.

## Galeria

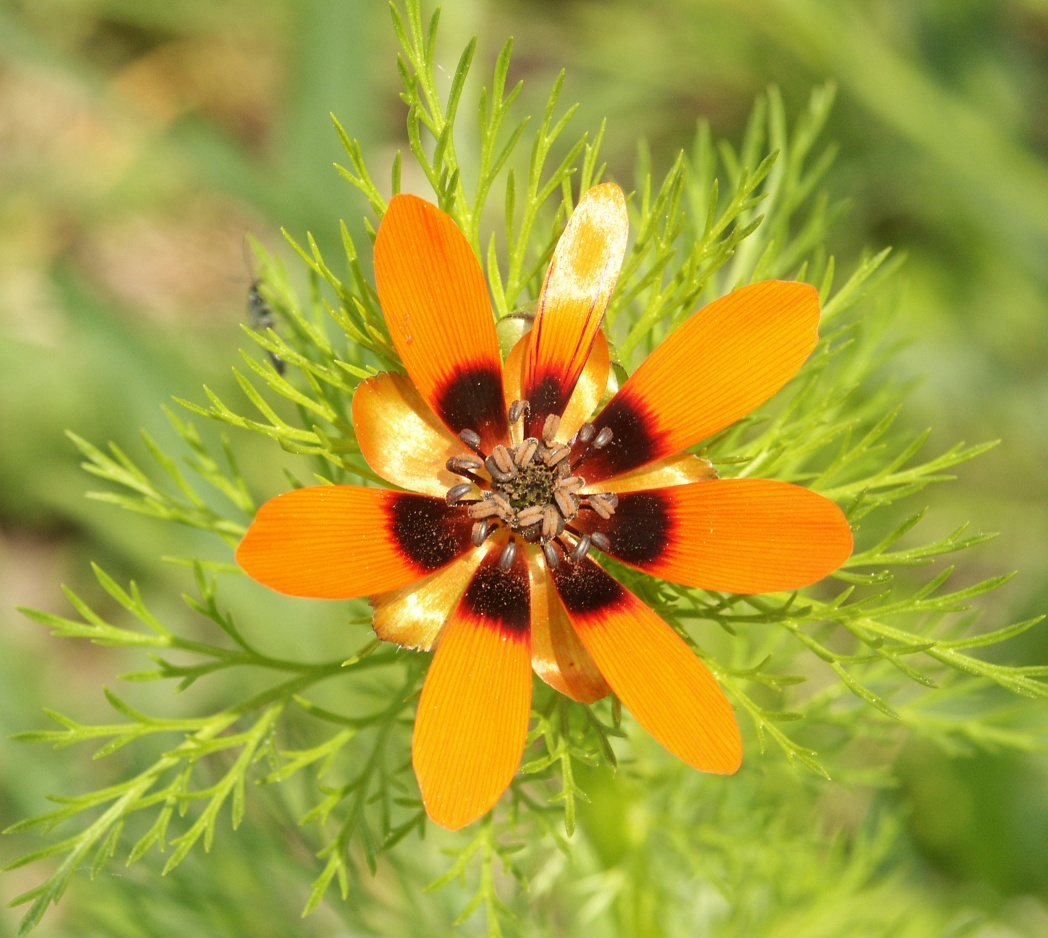
Adonis aestivalis,
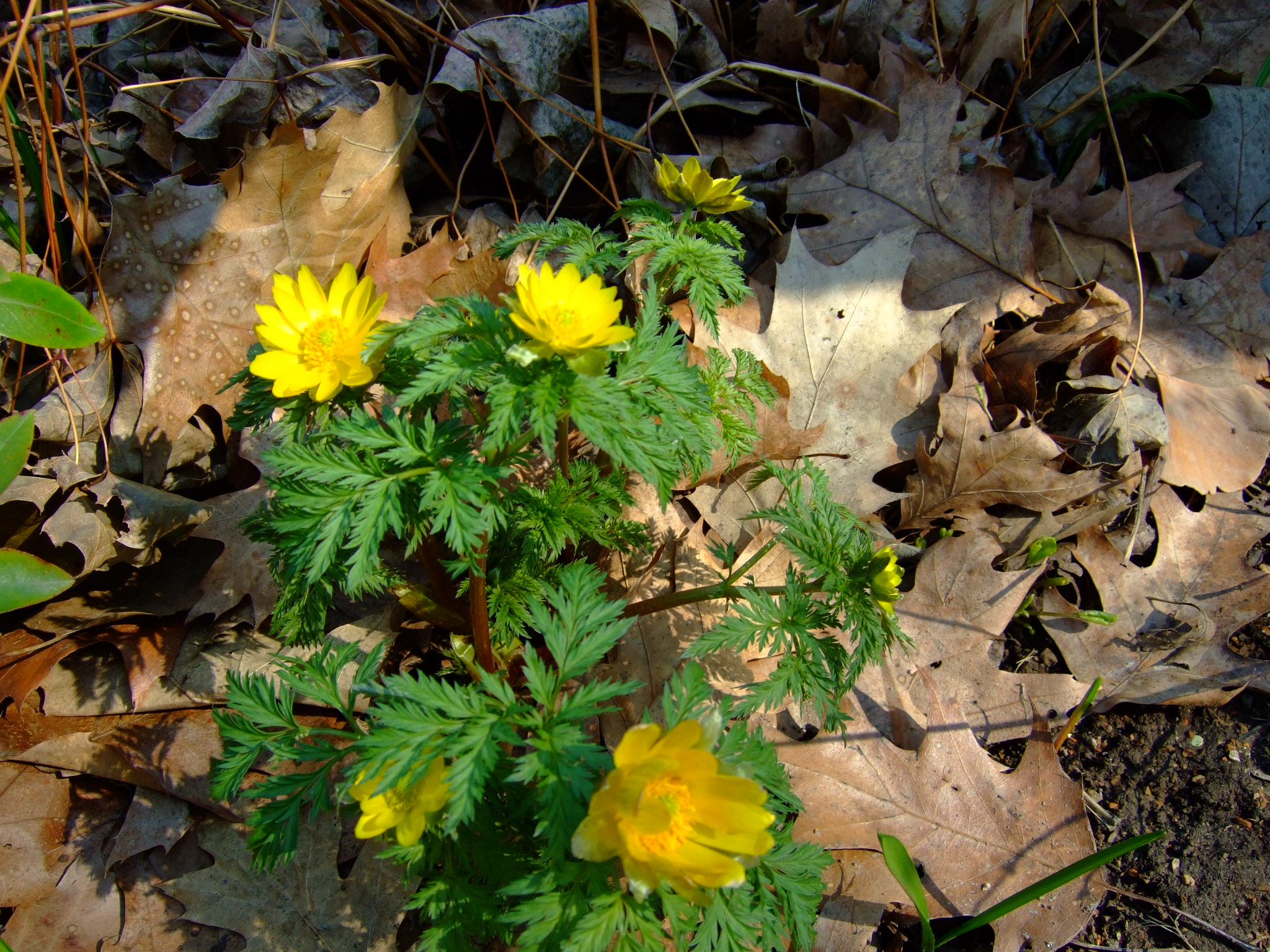
Adonis amurensis,
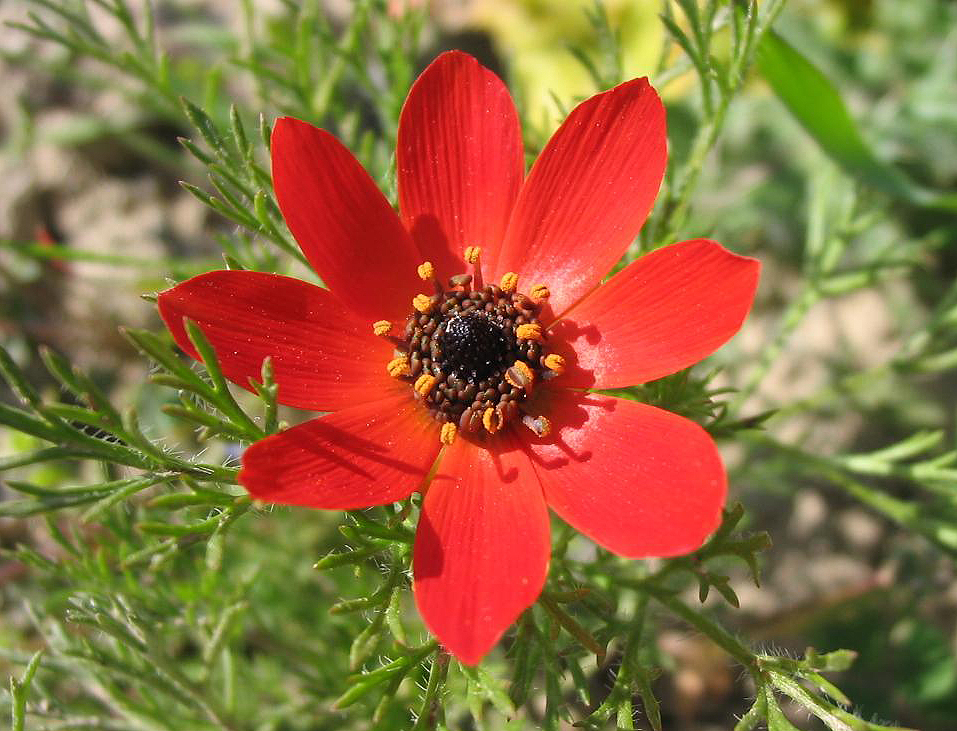
Adonis annua,
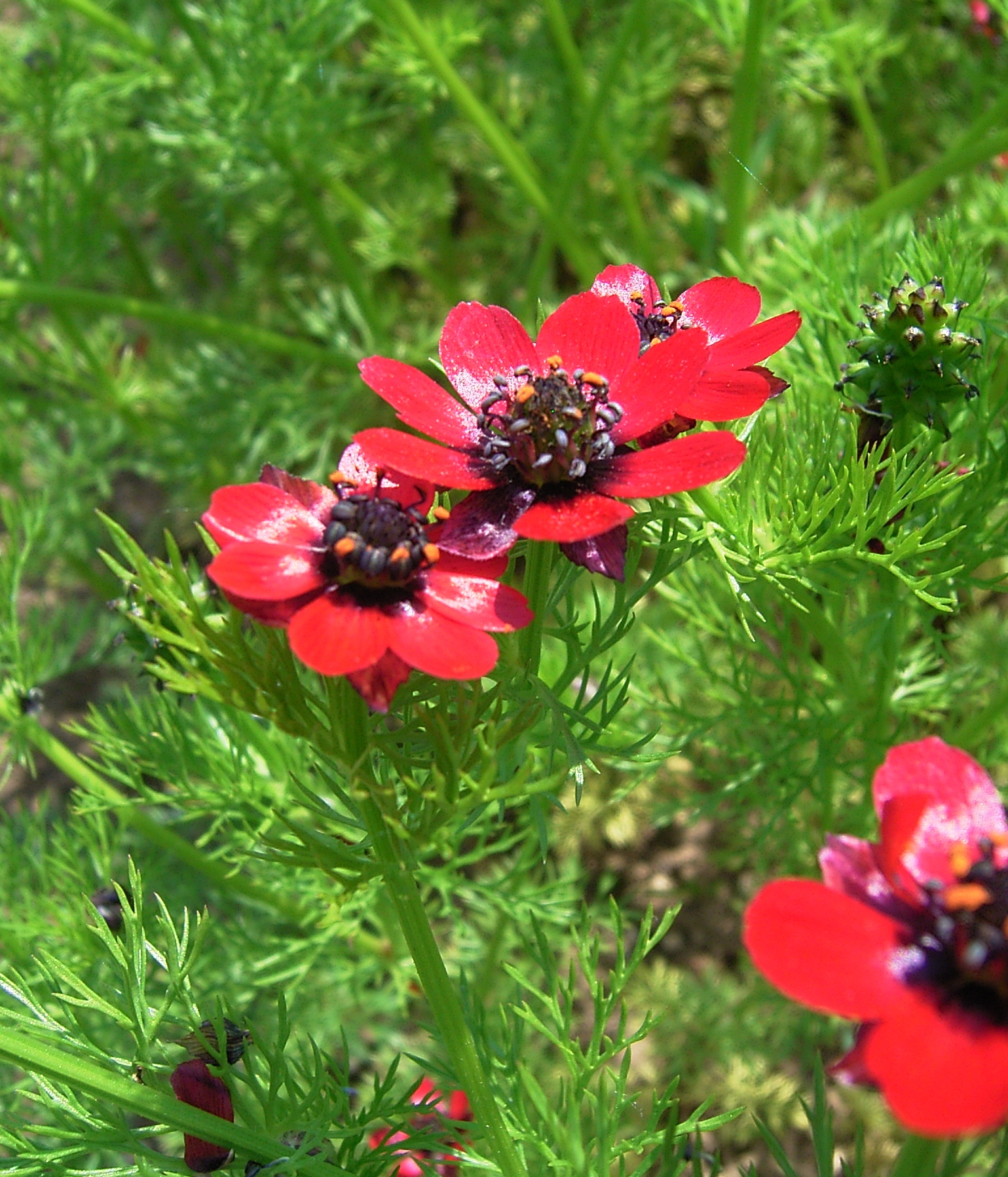
Adonis flammea
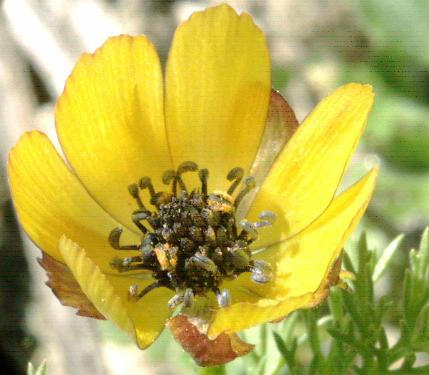
Adonis microcarpa
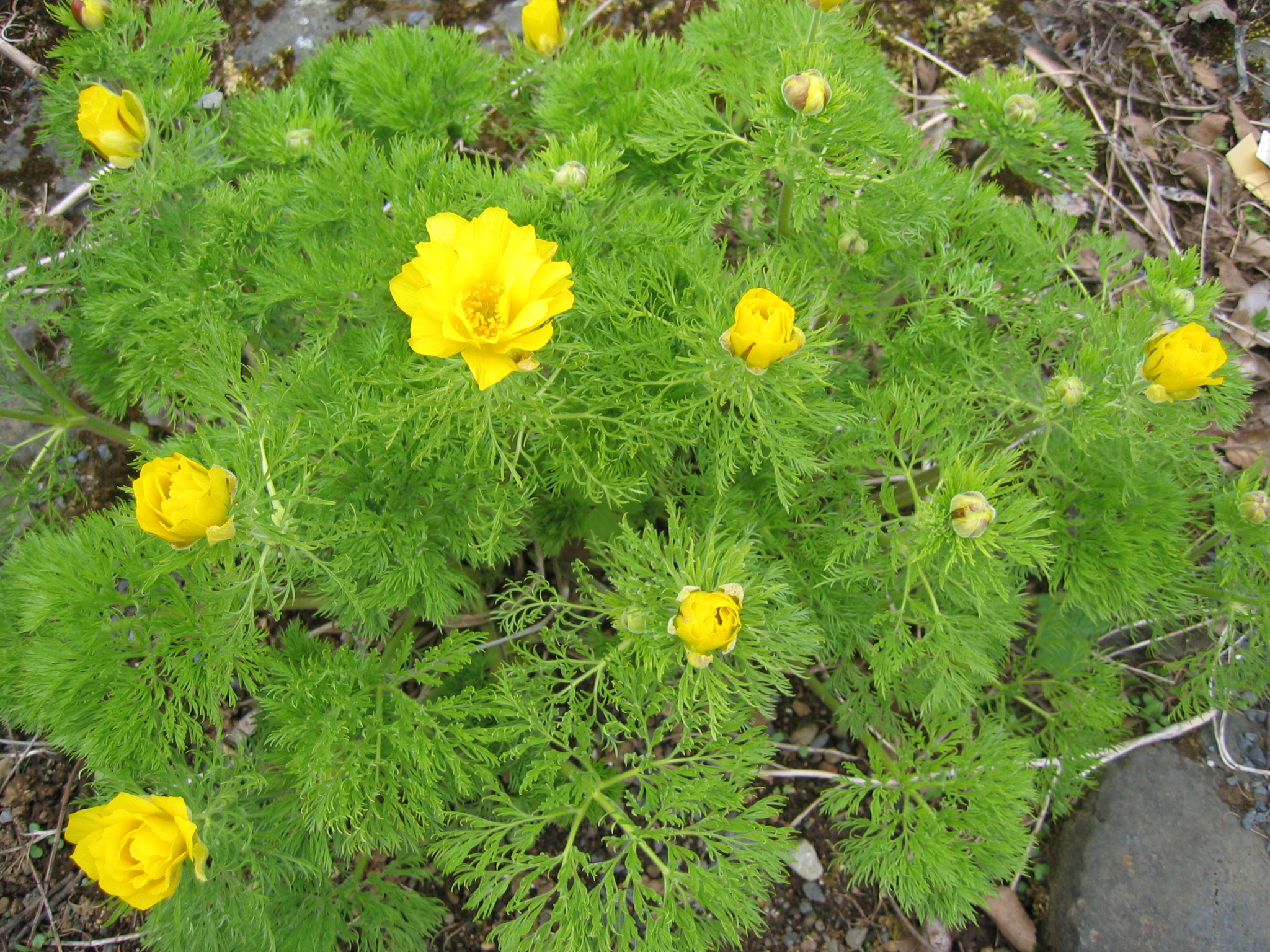
Adonis pyrenaica
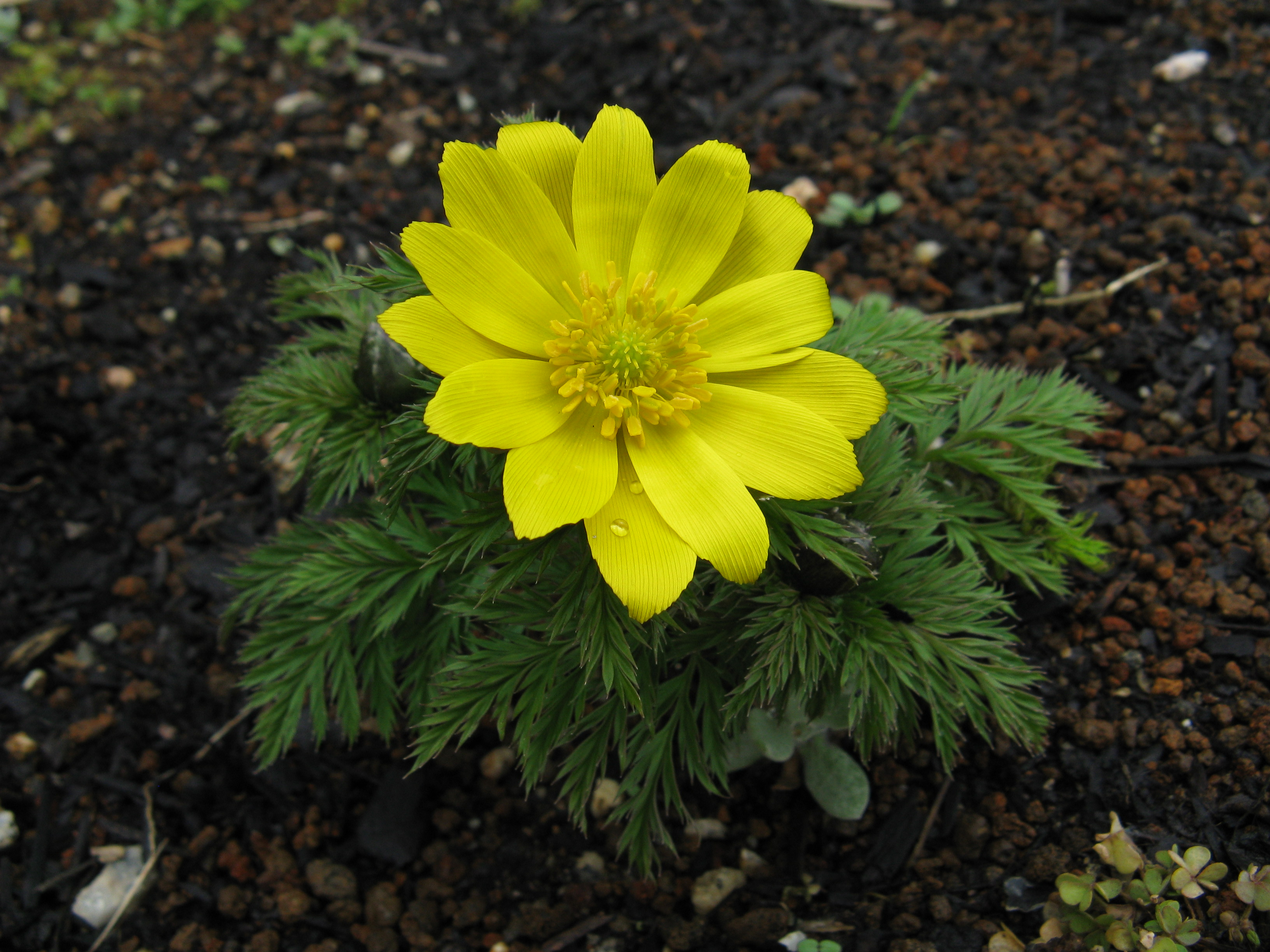
Adonis ramosa
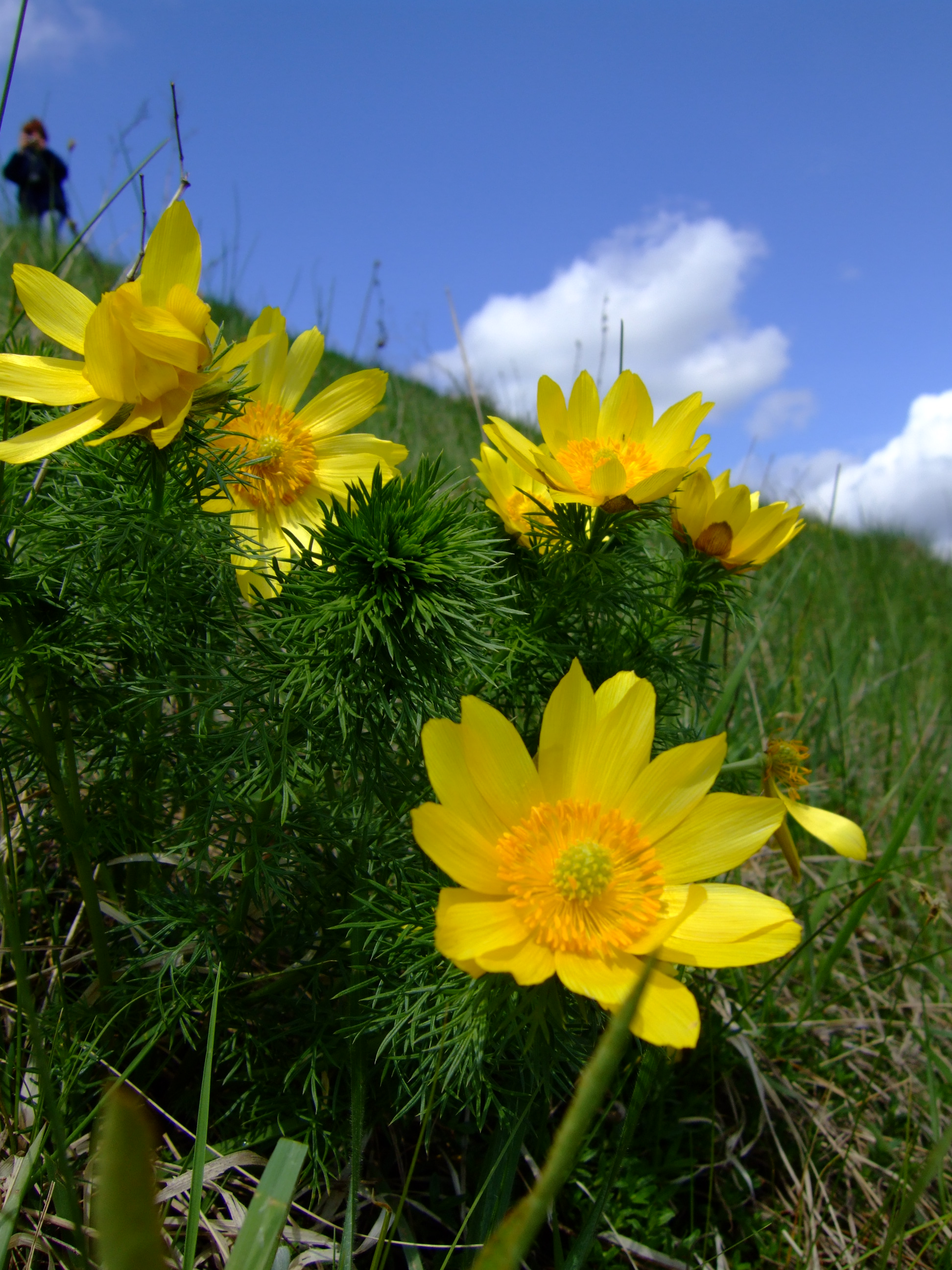
Adonis vernalis,